# Gäddgölen (Brunneby socken, Östergötland)
Gäddgölen är en sjö i Motala kommun i Östergötland och ingår i Motala ströms huvudavrinningsområde. Sjön har en area på 0,115 kvadratkilometer och ligger 107,3 meter över havet.

## Delavrinningsområde
Gäddgölen ingår i det delavrinningsområde (649266-147055) som SMHI kallar för Inloppet i Norrbysjön. Medelhöjden är 90 meter över havet och ytan är 10,54 kvadratkilometer. Räknas de 382 avrinningsområdena uppströms in blir den ackumulerade arean 6 551,29 kvadratkilometer. Avrinningsområdets utflöde Motala Ström mynnar i havet. Avrinningsområdet består mestadels av skog (31 procent), öppen mark (16 procent) och jordbruk (30 procent). Avrinningsområdet har 0,4 kvadratkilometer vattenytor vilket ger det en sjöprocent på 3,8 procent. Bebyggelsen i området täcker en yta av 1,76 kvadratkilometer eller 17 procent av avrinningsområdet.